# Insulochamus annobonae
Insulochamus annobonae är en skalbaggsart som först beskrevs av Aurivillius 1928.  Insulochamus annobonae ingår i släktet Insulochamus och familjen långhorningar. Inga underarter finns listade i Catalogue of Life.